# 언제나 청춘
언제나 청춘은  1999년 10월 24일부터 2011년 12월 25일까지 방송되었던 시사교양 프로그램이다.

## 기획 의도
- 가족과 노년의 삶에 대한 어르신들의 생각과 주장을 깊이있게 담아내어 세대간 생각의 소통을 꾀하며, 어르신들을 위한 정보를 세밀하게 제공해 어르신들이 보다 윤택한 삶을 영위하도록 하는 시사교양 프로그램이다.

## 진행자
- 조건진 前 아나운서
- 김흥수(12기) 前 아나운서[1]
- 신성원 아나운서
- 이재홍(25기) 前 아나운서실 스포츠팀장[2]
- 윤지영(24기) 아나운서[3]
- 김윤지(29기) 前 아나운서
- 이용식 개그맨

## 구성
- 동네방네 청춘별곡
- 실버스타의 청춘비결
- 내 인생 꼭 한마디

## 방송 시간
| 방송 채널 | 방송 기간                           | 방송 시간                       |
| --------- | ----------------------------------- | ------------------------------- |
| KBS 1TV   | 1999년 10월 24일 ~ 1999년 12월 26일 | 매주 일요일 아침 6시 15분 ~ 7시 |
| KBS 1TV   | 2000년 1월 2일 ~ 2010년 5월 9일     | 매주 일요일 아침 6시 10분 ~ 7시 |
| KBS 1TV   | 2010년 5월 14일 ~ 2010년 12월 31일  | 매주 금요일 오전 11시 ~ 12시    |
| KBS 2TV   | 2011년 1월 2일 ~ 2011년 12월 25일   | 매주 일요일 아침 6시 ~ 7시      |